# سرئية

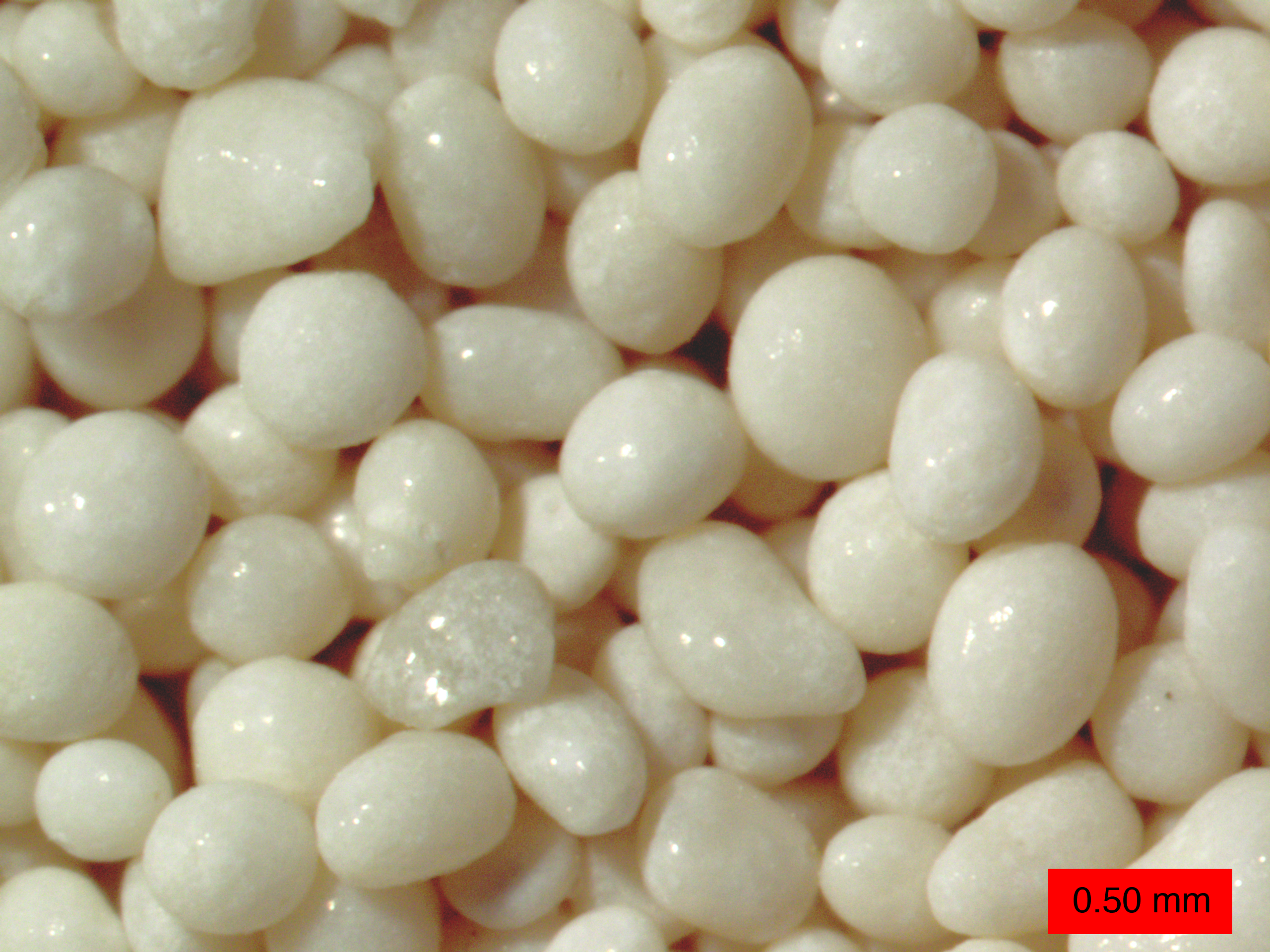
سرئيات حديثة في جزر البهاما.

السَرْئية أو الأوويد (بالإنجليزية: Ooid)‏، هي هياكل كروية رسوبية صغيرة يبلغ قياس قطرها نصف ملم إلى 2 ملم، تتكون من ترسبات كربونات الكالسيوم على شكل طبقات رقيقة، وقد تتكون في بعض الأحيان من معادن أساسها الحديد أو الفوسفات. عادةً ما تتكون السرئيات في قاع البحار، وخصوصاً في البحار الاستوائية الضحلة ( مثل حول جزر البهاما وفي الخليج العربي). يمكن ترصيص هذه الحبيبات مع بعضها لتكوين صخور رسوبية تدعى أووليت. وتنتمي إلى عائلة الصخور الكلسية.
تتشكل الفراغات كسلسلة من الطبقات المتراكزة حول النواة. تحتوي الطبقات على بلورات مرتبة شعاعيًا أو بشكل عرضي أو عشوائي. يمكن أن تكون النواة عبارة عن حبيبات كوارتز أو أي جزء صغير آخر.